# Art phygital
L'art phygital, une branche émergente de l'art contemporain, représente une convergence entre les œuvres physiques et numériques.

## Préambule
Dans l'art phygital, les œuvres physiques et numériques se combinent pour former une œuvre unique, allant bien au-delà d'une simple cohabitation. Cette méthode, caractéristique de l'art phygital, crée une harmonie entre le tangible et le virtuel, où chacun apporte sa valeur à l'autre. Cette manière innovante de fusionner les deux mondes transforme la façon dont nous comprenons et créons l'art, marquant un tournant dans l'art contemporain à notre époque numérique.
Ce terme, un amalgame anglais des mots physical et digital, conceptualise une fusion entre ces deux sphères, formant ainsi une nouvelle modalité artistique. L'émergence et la croissance de l'art phygital sont intrinsèquement liées à l'évolution rapide des technologies numériques, en particulier la technologie blockchain.
L'intensification de l'intérêt pour l'art numérique, particulièrement après l'ascension fulgurante des NFTs (Non-Fungible Tokens) en 2021, a stimulé la recherche de méthodes permettant d'incorporer les œuvres numériques dans des cadres plus traditionnels et tangibles. En réponse, l'art phygital s'est développé comme un moyen de combler le fossé entre l'existence numérique et la présence physique, enrichissant ainsi l'expérience artistique et en ajoutant une nouvelles dimensions numériques aux oeuvres physiques.
Avec la matérialisation des œuvres numériques, l'art phygital se positionne comme un catalyseur potentiel pour la renaissance de l'art numérique. En offrant une présence tangible aux créations numériques, l'art phygital donne une existence tangible à des œuvres qui, autrement, pourraient être cantonné au monde digital. Cette hybridation marque un tournant décisif pour l'art numérique, promettant un avenir où numérique et physique coexistent et se renforcent mutuellement, ouvrant la voie à une nouvelle ère de l'expression artistique.

## Histoire

### Origine
Le mot phygital est apparu pour la première fois en 2013 et a été popularisé par une agence marketing. L'idée était de fusionner les expériences en ligne et hors ligne pour les consommateurs, en tirant parti des avantages de chaque espace. Cela a conduit à l'émergence de magasins et d'expériences qui combinent les deux, comme les cabines d'essayage virtuelles ou les caisses automatiques dans les magasins physiques.
L'art phygital, nait en 2021 avec la popularisation des NFTs, qui permet aux artistes de concevoir des œuvres véritablement phygitales. Les productions artistiques évoluent pour devenir des entités plurielles, manifestant leur existence simultanément au sein des dimensions digitales et matérielles, et sont intrinsèquement liées. Pour les créateurs, cela représente l’exploration d’un matériau novateur.

### Développement
L'art phygital se caractérise par sa capacité à combiner et à enrichir les aspects de l'art physique et numérique, créant ainsi une forme d'art complètement nouvelle. Il intègre des technologies innovantes comme la réalité augmentée, l'intelligence artificielle générative et l'impression 3D pour donner vie à des œuvres qui transcendent les frontières traditionnelles de l'Art. Les expositions phygitales, mettant en avant une expérience artistique multisensorielle, ont également joué un rôle crucial dans la mise en valeur de cette forme d'art unique.

## Techniques des œuvres phygitales
Les œuvres phygitales représentent une fusion innovante entre les mondes physique et numérique, offrant une nouvelle dimension à l'expression artistique. Ces créations nécessitent une maîtrise de diverses techniques qui permettent aux artistes de naviguer et d'intégrer ces deux univers.

### Conception matérielle

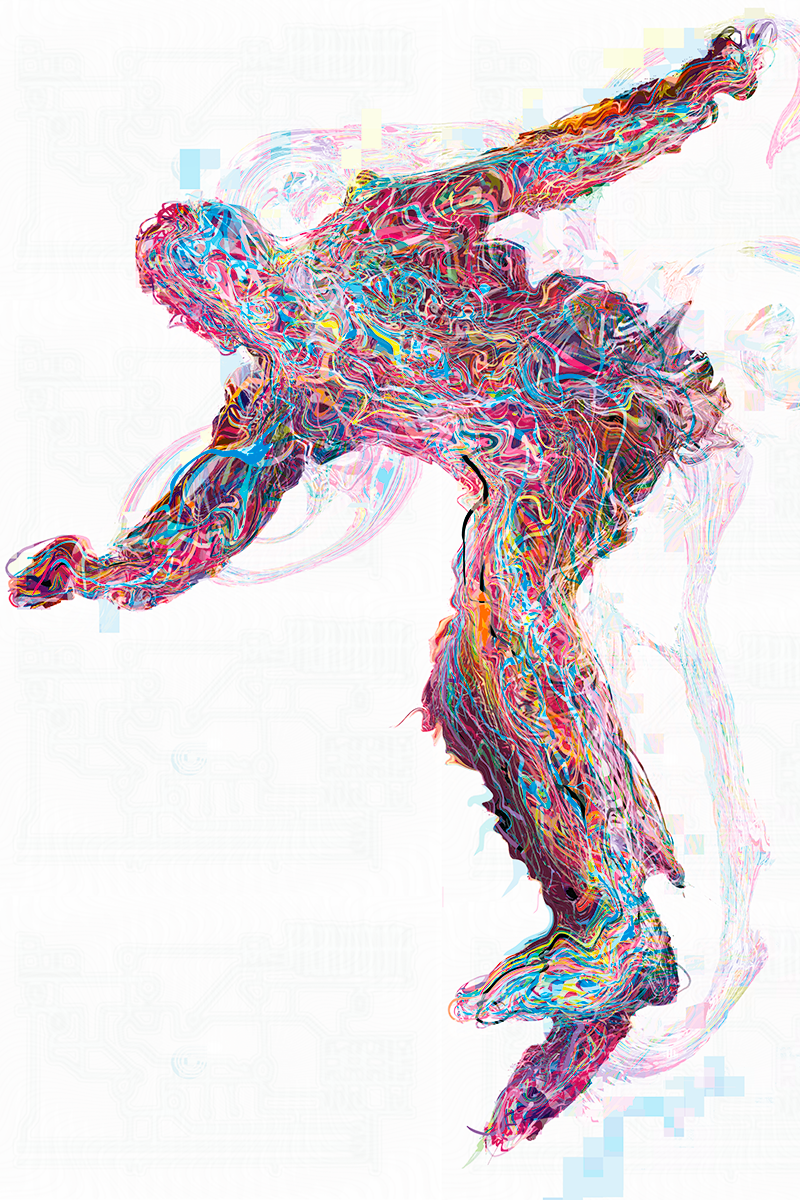
Peinture acrylique et matière phygitale connectée à la bockchain. Néo Valen

La conception matérielle des œuvres phygitales implique l'utilisation de matériaux traditionnels enrichis par des éléments numériques. Cela peut inclure l'intégration de puces électroniques dans les œuvres physiques, connectées aux œuvres numériques ou de capteurs qui interagissent avec les environnements numériques, ajoutant ainsi une couche d'interactivité et de connectivité à l'œuvre physique.

### Technologie et médium
Les technologies telles que la réalité augmentée, la réalité virtuelle et la blockchain sont de plus en plus utilisées comme médiums artistiques pour créer des expériences immersives et interactives. Ces technologies permettent aux spectateurs de modifier ou d'enrichir les œuvres d'art par leur interaction. La réalité augmentée et la réalité virtuelle permettent d'offrir des visites virtuelles de musées et de galeries, rendant l'art plus accessible, surtout pendant des périodes telles que les confinements dus à la pandémie. La blockchain, quant à elle, est utilisée pour certifier l'authenticité des œuvres et pour la gestion transparente des droits de propriété, ce qui est essentiel dans le marché de l'art.

### Émotion et interactivité
Dans l'art phygital, l'utilisation d'interfaces cerveau-ordinateur révolutionne la capacité d'intégrer les émotions humaines au sein des œuvres d'art. Ces technologies novatrices transforment les réactions émotionnelles en éléments visuels ou sonores, créant une interaction riche et profonde entre l'observateur et l'œuvre. Cette évolution est soutenue par des recherches avancées, telles que celles documentées dans "Brain Art: Brain-Computer Interfaces for Artistic Expression", mettant en exergue les progrès scientifiques et technologiques qui permettent une expression artistique innovante et immersive.

### Innovation matérielle
Au sein de l'art phygital, l'innovation dans les matériaux constitue un axe central, offrant aux artistes la possibilité d'explorer des matériaux capables de stocker ou de transmettre des informations numériques. Cette approche engendre la création d'œuvres coexistant dans les sphères physiques et numériques, favorisant ainsi une fusion novatrice entre les arts physiques et numériques, et enrichissant de ce fait l'expression artistique dans sa globalité.

## Artistes notables
L'art phygital a été enrichi par les contributions de divers artistes, chacun apportant une perspective unique. Beeple, célèbre pour Human One une œuvre intégrant des éléments numériques, Jeff Koons et Frank Stella ont exploré l'hybridation de la sculpture et du numérique. Refik Anadol a utilisé des données numériques comme médium artistique.

## Avenir
Avec l'émergence des technologies numériques avancées, l'art phygital est en passe de devenir un élément clé du paysage artistique moderne. Des initiatives récentes à Dubaï, comme l'exposition NFT/ IRL à la Firetti Contemporary Gallery, montrent l'engouement croissant pour cette forme d'art. L'art phygital représente une expérience unique pour les spectateurs, en combinant les mondes physique et numérique de manière innovante. Cette approche offre de nouvelles opportunités pour l'engagement du public et l'interaction avec les œuvres d'art.